# Eritherium azzouzorum
Eritherium azzouzorum – najstarszy znany przodek trąbowców, do których należą też znane słonie. Zwierzę to znalazł w okolicach Casablanki w Maroku lokalny amator skamieniałości, które do badań przejął Emmanuel Gheerbrant z Muzeum Historii Naturalnej w Paryżu, który je opisał, zaklasyfikował i nazwał.
Na podstawie stratygrafii skamieniałości ustalono, że Eritherium ewoluował we paleocenie ok. 60 mln lat temu, około 4 mln lat przed już odkrytym wcześniej Phosphatherium. Cechą charakterystyczną zwierzęcia były jego przednie zęby, z których dwa dolne były dłuższe (o ok. 2 cm) od pozostałych. W późniejszych fazach rozwoju trąbowców wykształciły się z nich słoniowe ciosy.
Ponieważ do tej pory odnaleziono niekompletną czaszkę Eritherium i wielkość jest tylko porównawczym oszacowaniem na podstawie reguł anatomii porównawczej. Nie zachowały się ślady tkanek miękkich (w niektórych skamieniałościach się zachowują), więc nie ma podstaw do oceny mierzenia trąby. Z anatomii fizjologicznej słoni i małej masy Eritherium azzouzorum można wnioskować, że nie miało uszu tak znacznych jak słoń, gdyż te wachlowaniem służą słoniom do chłodzenia ich dużej masy przy stosunkowo małej powierzchni reszty ciała. Gheerbrant na podstawie korelacji rozmiarów znalezionych kości do już znanych przypadków, obliczył rozmiary zwierzęcia na ok. 50 cm długości i od 3 do 8 kg wagi, co średnio daje 4-5 kg (a więc porównywalne z dzisiejszymi dużymi kotami lub królikami).